# Міхаліс Захаріоглу
Міхаліс Захаріоглу (англ. Michalis Zacharioglou) — кіпрський художник, поет, спортсмен, музикант та дипломат. Надзвичайний і Повноважний Посол Республіки Кіпр в Україні (з 2022).

## Життєпис
Народився в Нікосії, Кіпр, де здобув середню освіту в британському середовищі. У 1985 закінчив Міський університет Нью-Йорка, Коледж Хантер, отримав ступінь бакалавра з масових комунікацій, у 1987 році отримав ступінь магістра з масових комунікацій. У 1990 році закінчив Вищу школу університету Стоуні Брук, Доктор філософії (Ph.D.) Політологія та державне управління. Він вільно володіє грецькою, англійською, італійською, німецькою мовами та добре володіє іспанською та французькою.
Коли йому виповнилося 18 років, він служив в армії, оскільки на Кіпрі це обов'язково, служив 26 місяців у Нацгвардії. Згодом близько двох років служив спецпризначенцем, поки не отримав звання лейтенанта, звідки перейшов до дипломатичного корпусу.
Був послом Республіки Кіпр в Державі Катар (2017—2022), працював директором відділу політичних комунікацій у Міністерстві закордонних справ Кіпру, першим послом Республіки Кіпр в Омані (2010—2014), головою місії в Угорщині та Австралії. Він також був заступником голови місії в Берліні та Ізраїлі. Крім того, він працював у Міністерстві закордонних справ Кіпру на різних посадах, таких як голова Департаменту співробітництва з метою розвитку (розробив і створив Кризовий центр Міністерства закордонних справ Кіпру), заступник голови Департаменту з політичних справ — Європейські країни-члени — двосторонні відносини та заступник керівника протоколу.
Він також працював національним координатором міжнародних навчань з пошуку та порятунку Argonaut 2008. Представляв Республіку Кіпр на різних міжнародних конференціях як голова або як член кіпрської делегації та виступав із численними лекціями та презентаціями з питань, що стосуються Кіпру. Міжнародні конференції, навчальні заклади та інші аналітичні центри. Крім того, опублікував кілька статей, що стосуються аспектів Кіпру.
20 січня 2023 року — вручив вірчі грамоти Президенту України Володимиру Зеленському